# Саве
Саве (Саби, Сави) (на английски: Sabi River, на португалски: Rio Save) е река в Южна Африка, протичаща през териториите на Зимбабве и Мозамбик и вливаща се в Индийския океан. Дължината ѝ е 640 km, а площта на водосборния ѝ басейн – 116 100 km². Река Саве води началото на 1000 m н.в. под името Саби (Сави) от източната част на платото Матабеле в Зимбабве. В горното и средното си течение тече в предимно в южна посока в широка долина, като на места има бързеи и прагове (водопада Чивирира). След устието на най-големия си приток Лунди (десен, 418 km) завива на изток и навлиза на територията на Мозамбик. Тук, вече под името Саве тече в много широка и плитка долина през Мозамбикската низина с бавно и спокойно течение. Влива се в Мозамбикския проток на Индийския океан чрез малка делта в района на град Мамбоне. Основни притоци: леви – Мачеке, Одзи, Суркве; десни – Мверихари, Нязвидзи, Девуре, Такве, Лунди. Средният годишен отток на реката е 503 m³/s, минималният – 6,4 m³/s, максималният – 3022 m³/s, който е през лятото (от декември до февруари). По време на пълноводието си е плавателна за плитко газещи речни съдове в долното си течение. Част от водите ѝ се използват за напояване.